# Gainesville, Alabama
Gainesville là một thị trấn thuộc quận Sumter, tiểu bang Alabama, Hoa Kỳ. Dân số năm 2009 là 192 người, mật độ đạt 43 người/km².